# Logogriph
Logogriph (auch Logogryph) (griechisch λόγος logos, deutsch ‚Wort, Vernunft‘ und γρίφος griphos, deutsch ‚Fischernetz, Rätsel‘) werden Buchstaben- oder Wortspiele genannt, bei denen durch das Hinzufügen, das Entfernen oder den Austausch von Buchstaben andere Wörter und Bedeutungen entstehen. Aus dem Wort Feind entstehen zum Beispiel durch das Weglassen je eines Buchstabens nacheinander die Wörter fein (-d), ein (-f), in (-e). Diese Wortspiele werden oft in Rätsel- bzw. Versform gestaltet oder mit Bildern für die Ausgangsbegriffe versehen. Ein kurzes Beispiel von Friedrich Schleiermacher:
Nimm mir ein Nu,

So bleib ich ein Nu.
Gesucht ist das Monument, das ohne das nu zum Moment wird.
Logogriphen waren im 19. Jahrhundert beliebte Rätselspiele in der Tagespresse.